# Dragoneutes obscurus
Dragoneutes obscurus är en skalbaggsart som först beskrevs av Guerin-meneville 1843.  Dragoneutes obscurus ingår i släktet Dragoneutes och familjen långhorningar. Inga underarter finns listade i Catalogue of Life.